# بابلو جرانديز
بابلو جرانديس ميلجاريجو (مواليد 14 أكتوبر 1986) هو مدرب كرة قدم إسباني ومدير فني حالي لنادي الميناء في دوري نجوم العراق.

## السنوات المبكرة
بدأ جرانديس لعب كرة القدم في الفِئَاتُ الدُّنْيَا في مسقط رأسه بويرتو دي سانتا ماريا، ثم في فريق الشباب في خيريز. وفي الأندلس، لعب مع نادي توريدونخيمينو في دوري الدرجة الثالثة، وكانت له تجربة صغيرة في فريق في دوري الدرجة الثانية الإسكتلندي في عام 2010. عاد للعب في فرق الأندلس وحصل في نفس الوقت على رخصة التدريب من خلال عمله كمدرب لاعبين في بويرتو دي سانتا ماريا.

## المسيرة الإدارية والتدريبية

### بداية حياته المهنية
بدأ جرانديس مسيرته التدريبية في فريق الشباب بنادي قادس، ثم أصبح مدربًا في نادي لوغرونيس بي، ثم فيليز، وسان فرناندو كمدرب مساعد. لقد عمل دائمًا كمدرب باستثناء أكاديمية الشباب في قادس حيث قام بكل شيء: التدريب الفني، والاستكشاف، والتحليل.

### العراق والعراق الأولمبي
في 5 نوفمبر 2022، تم تعيين خيسوس كاساس مدربًا للمنتخب الوطني العراقي من قبل الاتحاد العراقي لكرة القدم. واختار كاساس جرانديس ليكون ضمن طاقمه المساعد كمحلل للمباريات، وتمكن من قيادة العراق للفوز بكأس الخليج العربي لأول مرة منذ 35 عاماً، حيث سبق لهما العمل معاً في شباب قادس، عندما كان كاساس مدرباً وجرانديس مساعداً له.
وفي 27 مايو 2024 اختار مدرب المنتخب الأولمبي العراقي راضي شنيشل جراندز للانضمام إلى طاقمه المساعد في دورة الألعاب الأولمبية الصيفية 2024 في باريس، مع استمراره في العمل مع طاقم المنتخب الوطني أيضًا.

### الميناء
في 29 يوليو 2024، أعلنت إدارة نادي الميناء، الذي ينشط في دوري نجوم العراق، عن تعاقدها مع جرانديس لقيادة فريقه في الدوري.

## روابط خارجية
- الملف الشخصي للمدرب بابلو جرانديز على موقع Lapreferente.com
- معلومات عن المدرب بابلو جرانديز على موقع Worldfootball.net